# Castello di Amboise
Il castello di Amboise è situato nell'omonima cittadina francese nel dipartimento dell'Indre e Loira, in una posizione che domina il fiume Loira. È incluso nella lista dei castelli della Loira e combina la parte finale della tradizione tardo-gotica flamboyant con il nascente stile rinascimentale.
Prima di essere unito ai beni della corona reale di Francia nel 1434, il castello appartenne, per oltre quattro secoli, alla potente famiglia d'Amboise. Durante il Rinascimento, fu molte volte residenza di diversi re di Francia. Venne parzialmente distrutto dopo la Rivoluzione: del progetto di Carlo VIII rimanevano le residenze reali, la cappelletta di Saint-Hubert dove riposano i presunti resti di Leonardo da Vinci, le terrazze e le torri che danno al monumento una forma del tutto singolare.
Il castello di Amboise fu oggetto di una classificazione tra i monumenti storici francesi, nella lista stilata nel 1840. Sebbene sia di origine medievale, il castello deve il suo aspetto attuale ai rimaneggiamenti e ampliamenti apportati da Carlo VIII nel 1492 e da Francesco I che ne fece la sua corte di residenza, portandovi artisti e personaggi di fama europea come Leonardo da Vinci che trascorse qui gli ultimi anni della sua vita. Si pensa anche che lui abbia avuto degli allievi che ha addestrato per diventare ottimi pittori ma la loro identità rimane tuttora sconosciuta.
Il castello di Amboise, abitato fin dall'antichità, è sempre stato una tappa strategica della Loira. Un oppidum fu costruito su un luogo tra la Loira e l'Ambasse, la cui punta occidentale fu occupata da un "piccolo campo" (800 anni a.C.) poi da un castellum (II secolo d.C.). Nel 504, Clodoveo, re dei Franchi, e Alarico II, re dei Visigoti, s'incontrarono sull'Île d'Or (Saint Jean). Poco dopo, Clodoveo sconfisse i Visigoti a Vouillé nel 507. Questi ultimi abbandonarono la Loira e si spostarono verso sud.
Quattrocento anni dopo, durante le invasioni normanne, in accordo con i re di Francia Carlo il Calvo e Luigi il Balbo, Adalardo, arcivescovo di Tours, la cui famiglia controllava Amboise, affidò la vigilanza a due dei suoi parenti: il marito di Adelaide, che era una nipote di Adelardo, e Sulpizio I di Buzançais. Agli albori dell'anno mille, Amboise era il posto più protetto di tutto l'ovest della Francia. All'inizio del XII secolo i signori d'Amboise presero il controllo completo della città e di tutte le sue fortezze.

## Fortezza e residenza reale
Luigi d'Amboise, uno dei membri della famiglia signorile, partecipò nel 1431 al complotto contro Luigi della Tremoille, favorito di Carlo VII. Smascherato, è dapprima condannato a morte prima di essere graziato. Il suo castello invece, per vendetta, gli fu confiscato nel 1434. Da quel momento, Amboise entrò nel tesoro reale. Rapidamente, Amboise diventò una dimora reale, e Carlo VII ne fece un vero palazzo.
Il castello di Amboise si caratterizzò per la sua sicurezza. Il 7 ottobre 1461, il re Luigi XI salutò qui la regina Maria d'Angiò, sua madre, dopo la sua incoronazione a Reims. Lei dimorò da lì in poi a Poitou, lasciando che la regina Carlotta di Savoia e la loro figlia Anna di Francia potessero venire a viverci. In effetti, nel 1433, il delfino Luigi, che era al castello di Loches per la sua educazione, avrebbe potuto trovare rifugio ad Amboise, minacciato com'era dagli alleati dei Borgognoni. D'ora in poi, per via della sua sicurezza, il castello divenne la residenza, così come la scuola, dei principi e delle principesse, come Carlo VIII, Luisa di Savoia ed infine Francesco I di Francia. Bisogna aggiungere alla lista anche Margherita d'Austria, che diventò una grande politica nel XVI secolo. La pace di Cambrai fu uno dei benefici di questa educazione ad Amboise. In più, questo castello possedeva una biblioteca straordinaria con una libreria contenente un gran numero di libri di Carlotta di Savoia e di Luigi XI. Il figlio di Carlo VII, Luigi XI, fece crescere suo figlio (il futuro Carlo VIII) ad Amboise per ragioni di sicurezza. Essendo nato nel 1470 al castello, il delfino Carlo apprezzava Amboise e ne fece la sua dimora prediletta. Crebbe lì sotto la tutela del Duca di Turrena, Jean Buren Anjou Avril de Saint Genis Staufer Signore di Bourré e di Aubry d'Amboise.

## Castello rinascimentale
Carlo VIII fece costruire qui le prime costruzioni eccezionali all'inizio del suo regno, ed intraprese profonde ristrutturazioni dal 1492 alla morte avvenuta nel 1498:
- La cappella Saint-Hubert;

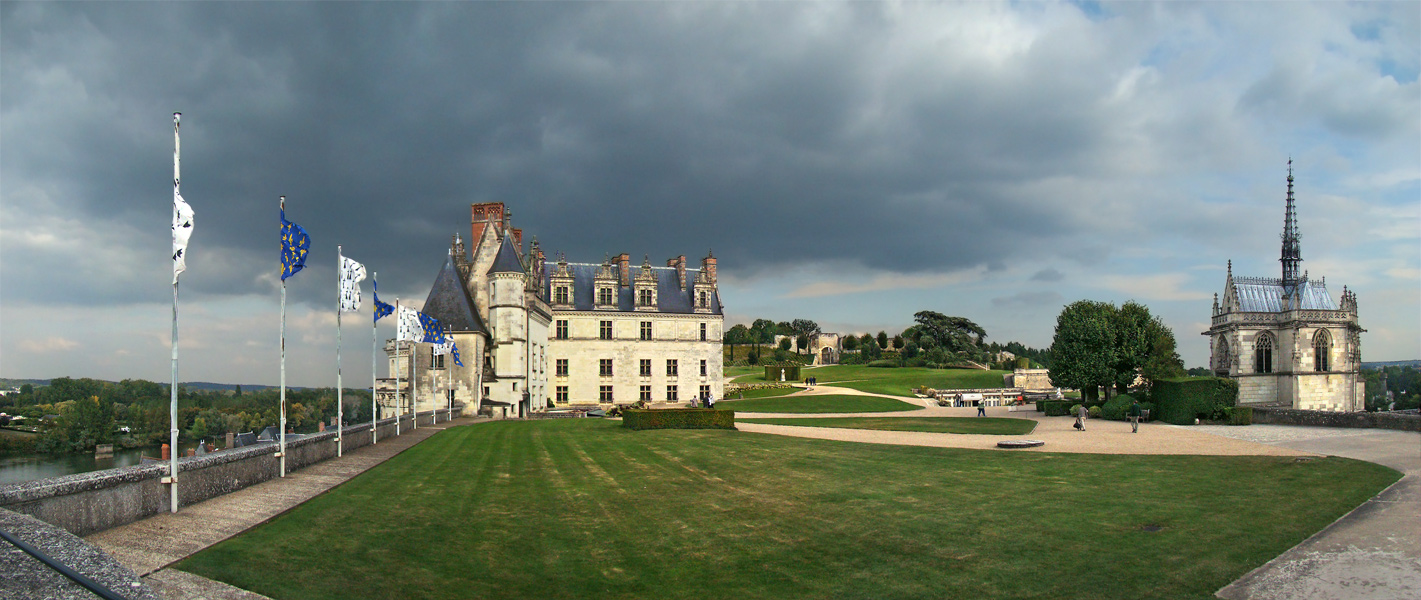
Panorama dei giardini. A destra la cappelletta di St Hubert.

- l'ala, detta «Carlo VIII», ugualmente di stile gotico brillante, che comprendeva gli appartamenti del Re e della Regina;
- Le due torri (Torre dei Minimes e Torre Heurtault);
- Un parco situato sulla terrazza: contenne più tardi un busto di Leonardo da Vinci e un memoriale musulmano per i compagni di Abd El Kader morti ad Amboise durante la sua prigionia.

Innamorato della cultura italiana, che lui scoprì durante le sue campagne in Italia, Carlo VIII invitò ad Amboise numerosi artisti italiani nel 1495 (Domenico da Cortona e Fra Giocondo tra gli altri) che volevano trasformare il castello nello stile del Rinascimento. Chiamò anche l'orticoltore Pacello da Mercogliano per la progettazione dei giardini. Altri elementi furono creati da vari artisti francesi. La costruzione fu supervisionata da Raymond de Dezest, sovrintendente di Amboise, con l'aiuto di tre architetti: Colin Biard, Guillame Senault e Louis Armangeart, assistiti dai maestri Jacques Sourdenau e Pierre Trinqueau. In questo sito lavorarono costantemente più di 250 uomini. Il castello in effetti è la prova dell'incredibile fusione di architettura tardogotica e rinascimentale potevano creare. Questo non solo era una fusione architettonica, ma anche politica. I sovrani francesi ammiravano l'Italia e inoltre avevano pretese al trono del Regno di Napoli, poiché erano discendenti del re di Napoli, Renato d'Angiò. Gli architetti italiani e gli intellettuali si sentivano orgogliosi di essere chiamati alla corte dei re di Francia, sia perché si sentivano rappresentanti di un grande contesto culturale, sia perché riuscirono in maniera fantasiosa e più libera a dare espressione del loro genio creativo.
Carlo VIII, tuttavia, morì ad Amboise per un'emorragia cerebrale nel 1498, all'età di 27 anni, dopo aver violentemente colpito la testa contro un architrave in pietra della galleria Hacquelebac, il 7 aprile, mentre stava effettuando attività sportiva.
Luigi XII, suo successore, ci fece costruire una seconda ala, perpendicolare a l'ala Carlo VIII, nello stile rinascimentale. Cedette il castello a Luisa di Savoia, che qui fece crescere i suoi due figli, Margherita d'Angoulême e Francesco, i quali venivano istruiti per succedere a Luigi XII. Quando Luigi XII morì nel 1515 e Francesco I salì al trono, la corte risiedeva ancora molto spesso al castello reale (soprattutto i primi otto mesi del 1518) ma i suoi soggiorni diminuirono poco a poco. Mentre la costruzione continuava, con l'innalzamento della torre Heurtault e la riorganizzazione dell'ala Luigi XII, Francesco I preferì altre dimore come i castelli di Chambord, di Blois e di Fontainebleau.

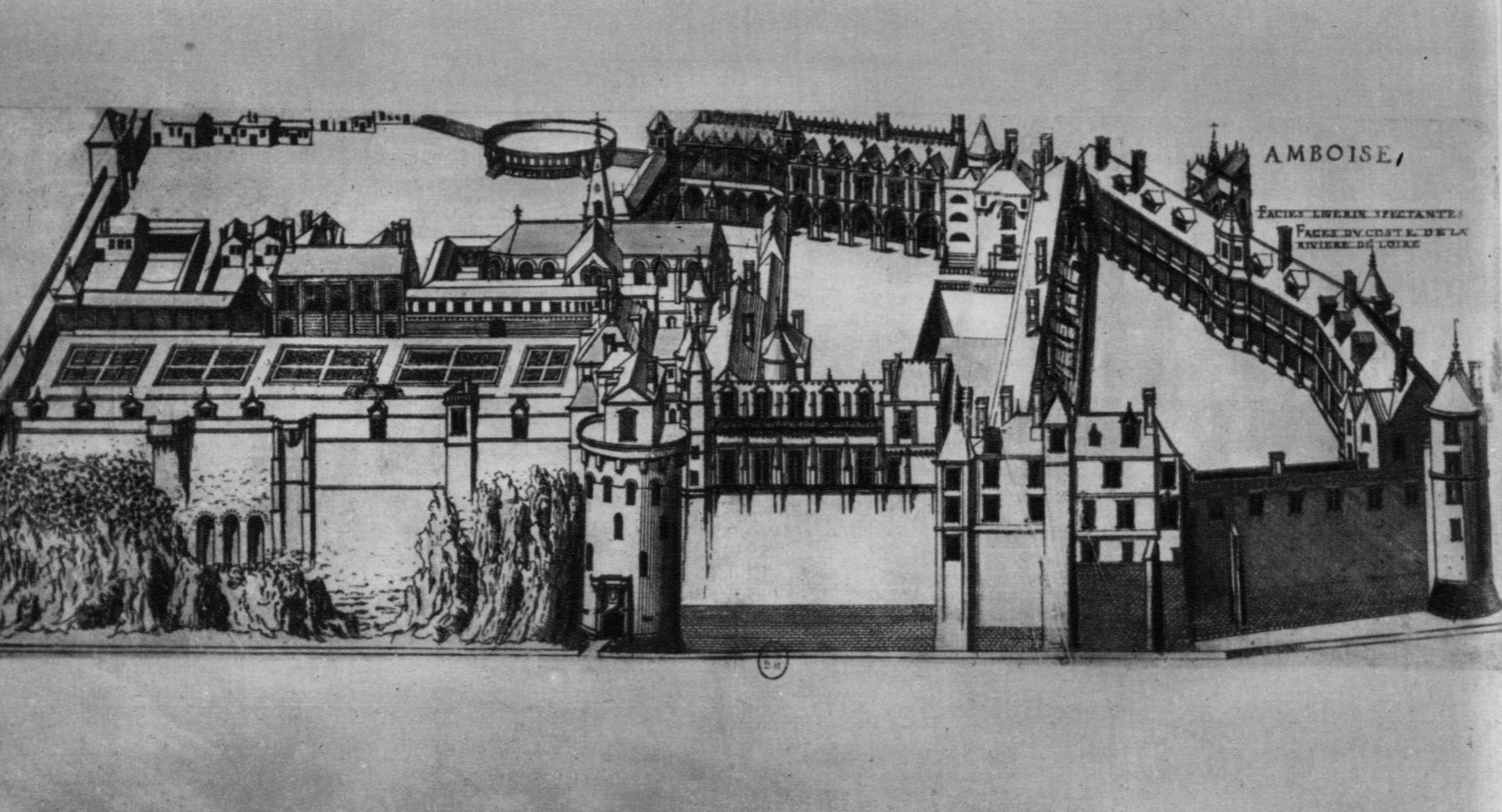
Incisione del XVI secolo raffigurante il castello di Amboise

Tuttavia Francesco invitò Leonardo da Vinci a soggiornare ad Amboise nella Clos Lucé, situato nei pressi del castello. Si è spesso detto che un sotterraneo permetteva la comunicazione tra questi due castelli: questa è sicuramente una leggenda e gli ultimi scavi archeologici hanno dimostrato che questo sotterraneo non è mai esistito. Il grande pittore morì nel 1519 ad Amboise e fu inumato inizialmente nella collegiale di Saint-Florentin, conformemente alle sue ultime volontà, edificio che fu distrutto nel 1807. Le ossa attribuite a Leonardo da Vinci furono ritrovate nel 1874 nella cappella Saint-Hubert. Sull'argomento è recentemente tornato Carmine Mastroianni nel primo saggio interamente dedicato agli anni francesi di Leonardo (Leonardo da Vinci da Roma ad Amboise. Gli ultimi anni di un genio del Rinascimento in fuga dall'Italia).
Enrico II, il figlio di Francesco I, continuò l'espansione del palazzo ordinando la costruzione di nuovi edifici sul lato orientale. Nel 1560, sotto il breve regno di Francesco II, il castello fu teatro della congiura di Amboise, uno dei primi atti delle guerre di religione.

## Declino e restauro
A partire da Enrico III i soggiorni reali al castello diventarono sempre più rari. A poco a poco il castello diventò una prigione di lusso per grandi personaggi dello Stato. Nel 1626 César, duca di Vendôme, e suo fratello Alessandro, gran priore di Francia, furono incarcerati per aver cospirato contro Richelieu. Il castello passò poi nelle mani del fratello del re, Gastone d'Orléans, che ne demolì una parte nel 1660. Confiscato dal nuovo re, Amboise diventò una prigione. Luigi XIV vi rinchiuse Nicolas Fouquet e il duca di Lauzun.
Il castello, nel XVIII secolo, passò sotto la proprietà del duca di Choiseul, che lo abbandonò nel 1760 per trasferirsi a Chanteloup, pochi chilometri più a sud. Il castello passò poi nelle mani del conte di Penthièvre, prima di essere confiscato dallo Stato nel 1792, durante la Rivoluzione francese.
Gran parte del castello fu distrutto durante il Primo Impero, quando Napoleone lo cedette, già in cattive condizioni, all'ex console Roger Ducos; questi, non avendo denaro per ristrutturarlo, preferì distruggerne i due terzi, in particolare Saint-Florentin e gli appartamenti della regina, tra il 1806 e il 1810.
Luigi Filippo I ereditò il castello da sua madre. Ripristinò le antiche mura distruggendo le case adiacenti e ristrutturò l'ala Luigi XII. L'edificio venne tuttavia nuovamente confiscato durante la Rivoluzione del 1848.
Nel 1848, a seguito di un trattato di resa non rispettato dalle autorità francesi, l'emiro algerino Abd el-Kader e un centinaio di compagni furono imprigionati qui prima di essere rilasciati da Napoleone III nel 1852.

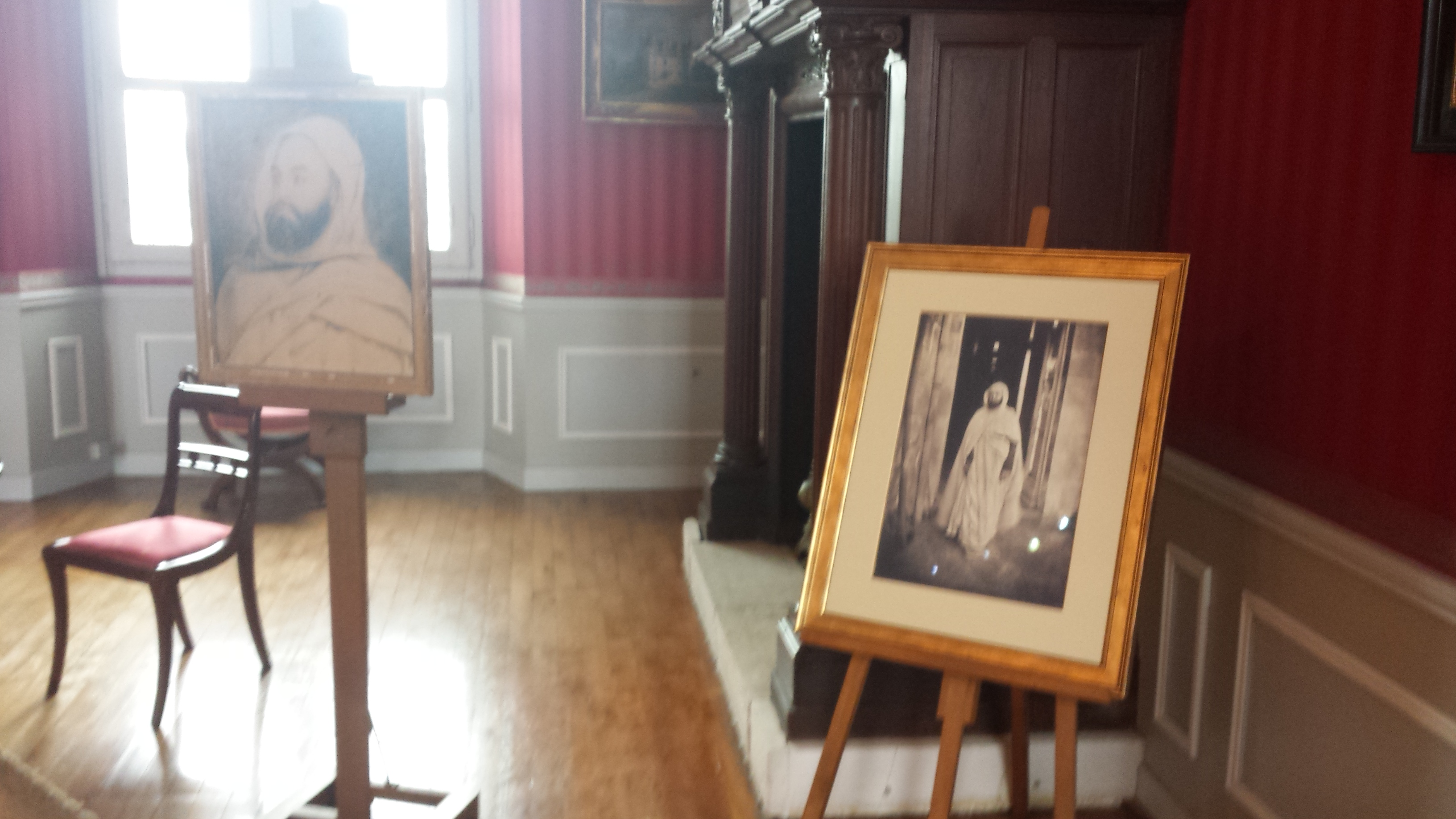
Ritratto di Abd el-Kader nella sala della musica.
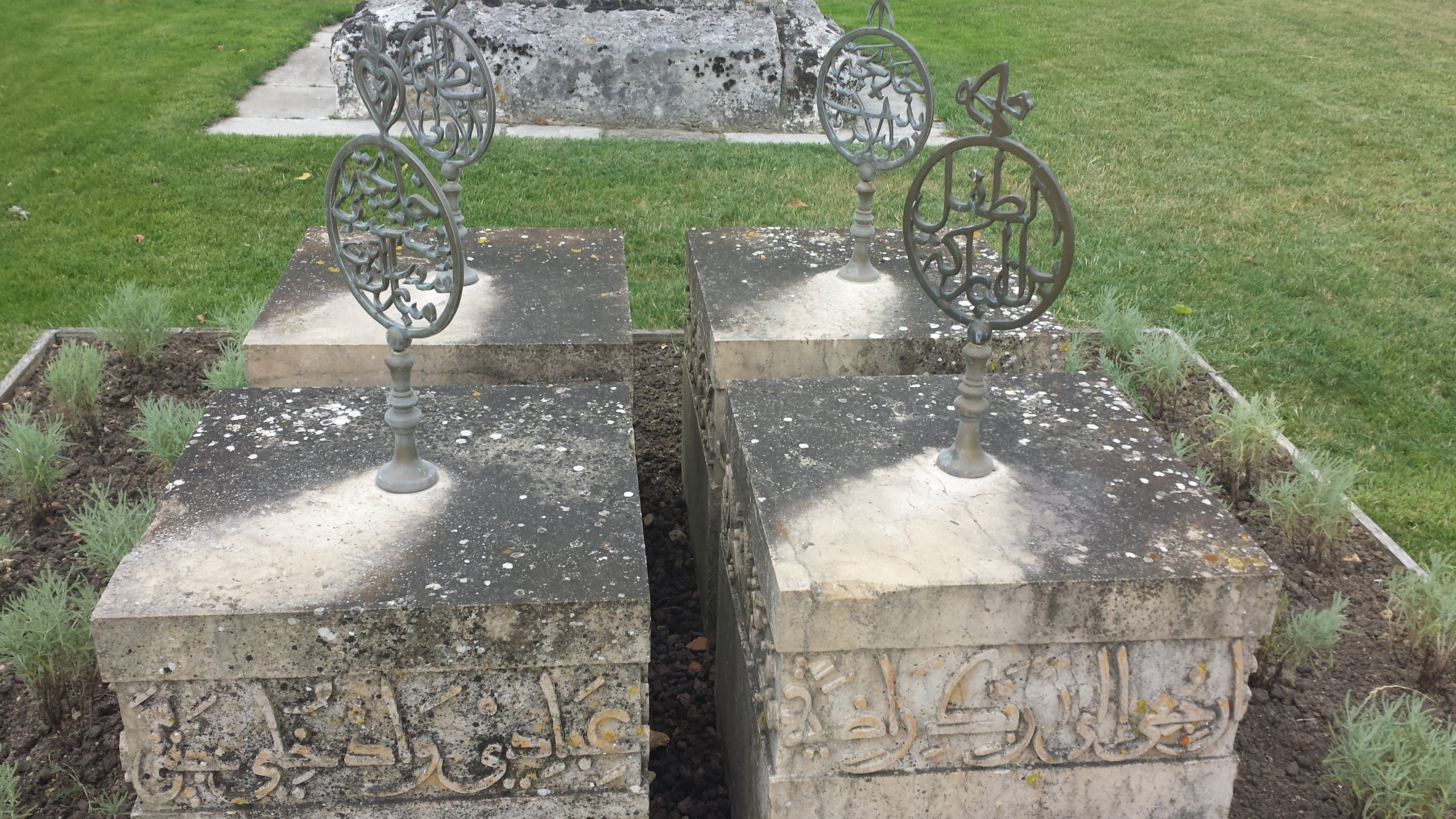
Monumento ai compagni di Abd el-Kader morti ad Amboise
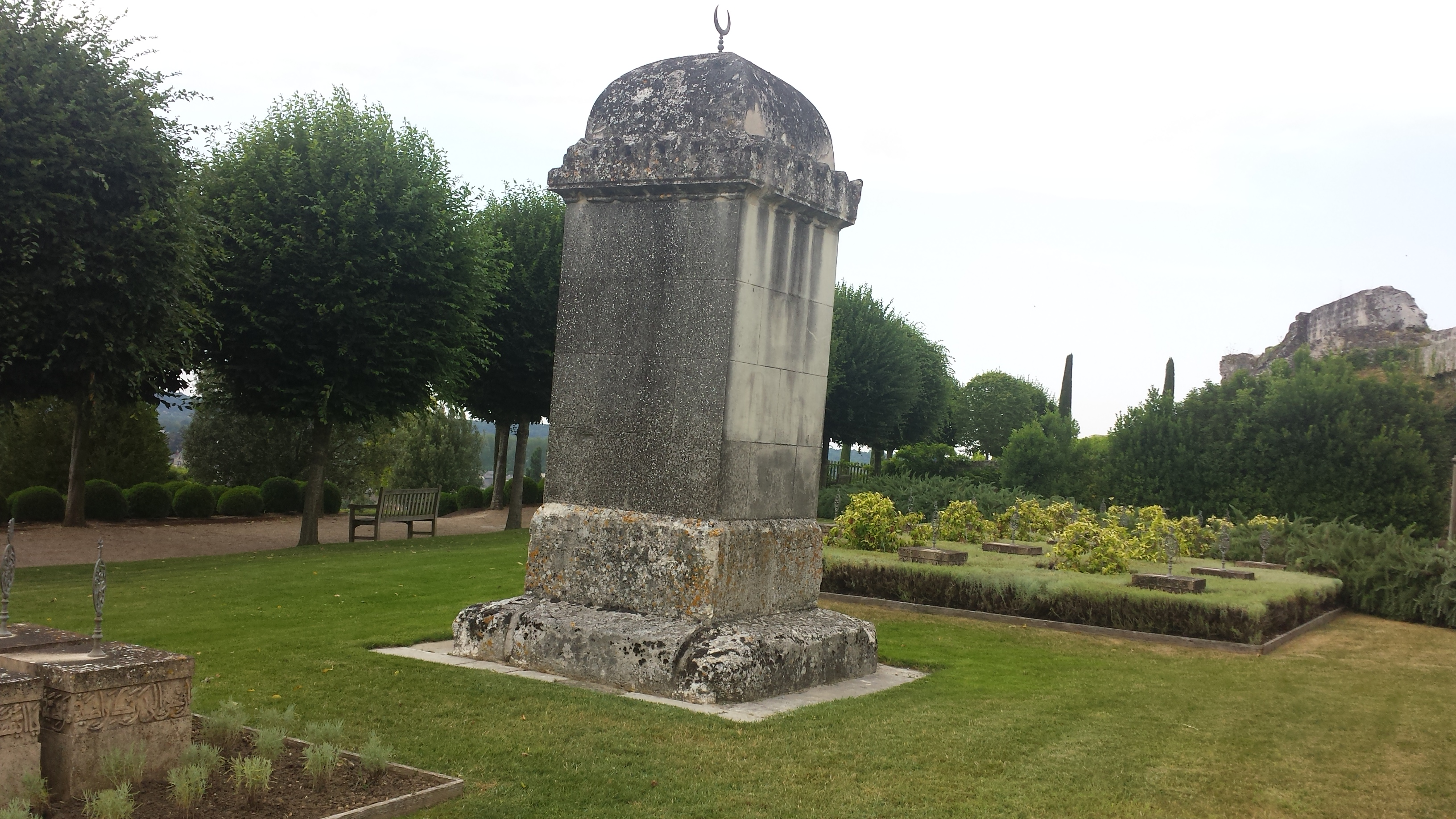

Nel 1873 il castello tornò alla famiglia Orléans, che lo trasformò in una casa per anziani. All'inizio del XX secolo venne effettuato il restauro del palazzo da Victor Ruprich Robert e da suo figlio. Nel 1974 Enrico d'Orléans lo donò alla Fondazione Saint-Louis, da lui creata, che ne è l'attuale proprietaria.

## Architettura

### Esterno
Palazzo reale
Il palazzo si affaccia sulla Loira, trovandosi in cima alla collina. Primo esempio di ispirazione italiana sulle rive della Loira, costruito tra il 1491 e il 1495 circa, riflette la graduale transizione tra il gotico e lo stile rinascimentale.
Cappella di Saint-Hubert

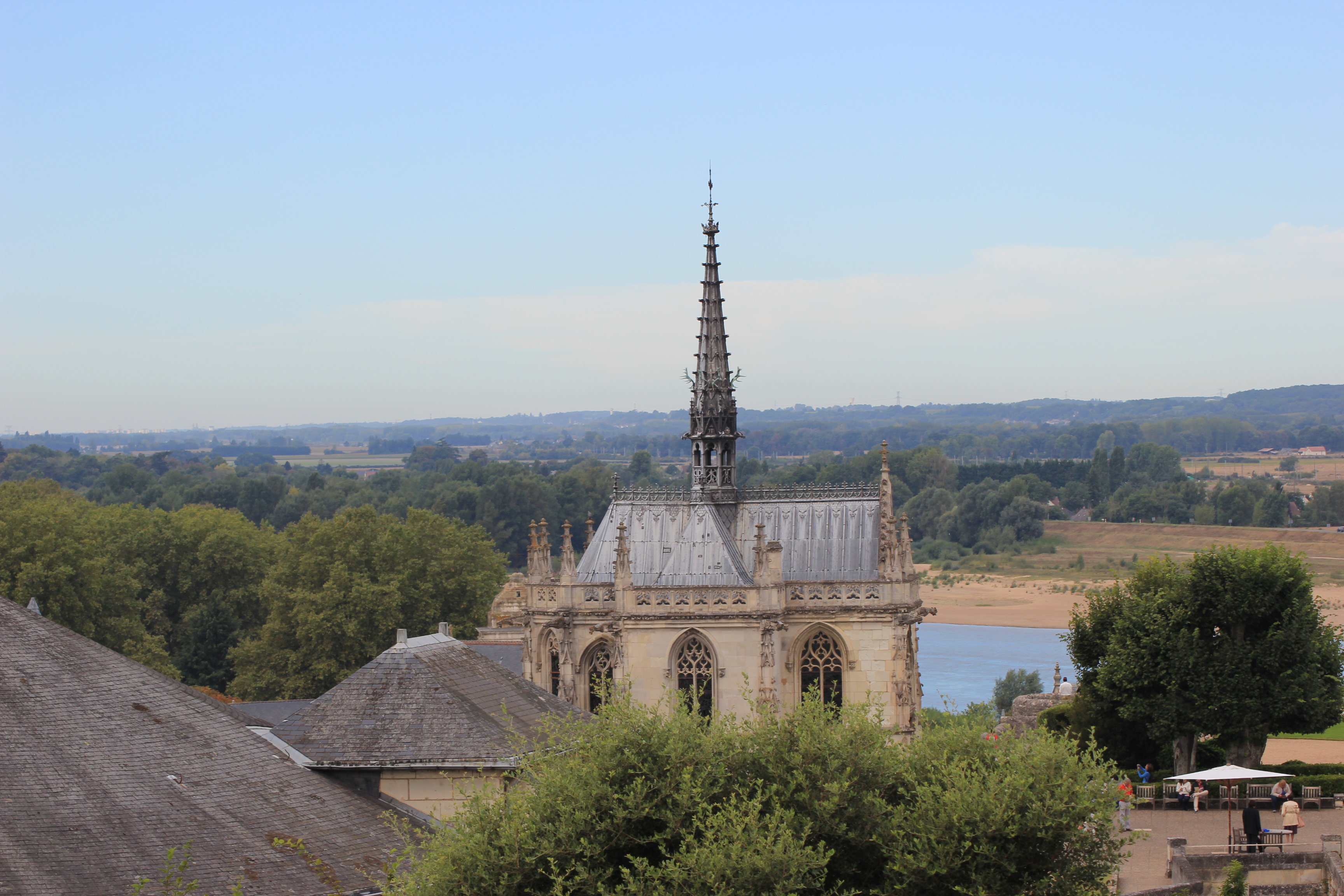
Vista della cappella di Saint-Hubert

La cappella di Saint-Hubert è stata costruita tra il 1488 e il 1493 e decorata con sculture tra il 1491 e il 1496 da artisti fiamminghi, che operarono in un puro stile gotico fiammeggiante usando pietra e gesso della Turenna. Lavorarono su commissione di Carlo VIII, prima che questi scoprisse l'architettura italiana. La cappella venne poi utilizzata come oratorio da Anna di Bretagna, prima di diventare, presumibilmente, il luogo di sepoltura di Leonardo da Vinci.
L'architrave della porta rappresenta la caccia di Saint-Hubert. Le vetrate, piuttosto recenti, raccontano episodi della vita di San Luigi e il timpano del XIX secolo rappresenta Carlo VIII e Anna di Bretagna.
Torre dei Minimi e torre Heurtault
Le due torri, entrambe molto massicce e costruite tra il 1488 e il 1495, permettevano alle carrozze ed ai carri di salire sul terrazzo, raggiungendolo per comode rampe anziché per le scale. Si trovano rispettivamente sul lato nord e ovest del castello e sono in stile rinascimentale.

### Interno

#### Palazzo gotico
Sala delle Guardie
Questa sala, con archi e costoni intrecciati, controllava l'accesso allo spazio riservato al re. La stanza è arredata con cassapanche e credenze in quercia del XV e XVI secolo.
Passeggiate delle Guardie
Questa galleria aperta consentiva di controllare la Loira e i dintorni di Amboise. Vi sono esposte riproduzioni di disegni di Jacques Androuet du Cerceau che illustrano l'importanza del castello nel XVI secolo.
Sala delle Guardie nobili
La guardia del corpo del sovrano era composta principalmente da nobili. Questa stanza controllava le scale che portano al piano superiore. L'ambiente si articola intorno ad un pilastro centrale che sostiene tutta la volta. Ci sono delle copie ottocentesche di armature del XVI secolo, tra cui una armatura da combattimento detta à côté ed una da parata, più leggera. C'è anche una cassa della marina del XVII secolo.
Sala dei Tamburini
Il suo nome si riferisce alle numerose feste e balli che venivano organizzati al castello durante il regno dei Valois. Il pavimento è composto da piastrelle in cotto che rappresentano gigli, di ispirazione cinquecentesca. L'arredamento è costituito da una tavola rinascimentale, una sedia (più precisamente una cathedra gotica ornata dagli stemmi del cardinale Georges d'Amboise), e da una cassa del regno di Carlo VIII. Sulle pareti si notano un arazzo delle Fiandre del XVI secolo raffigurante l'Omaggio della famiglia di Dario ad Alessandro Magno.
Sala del Consiglio

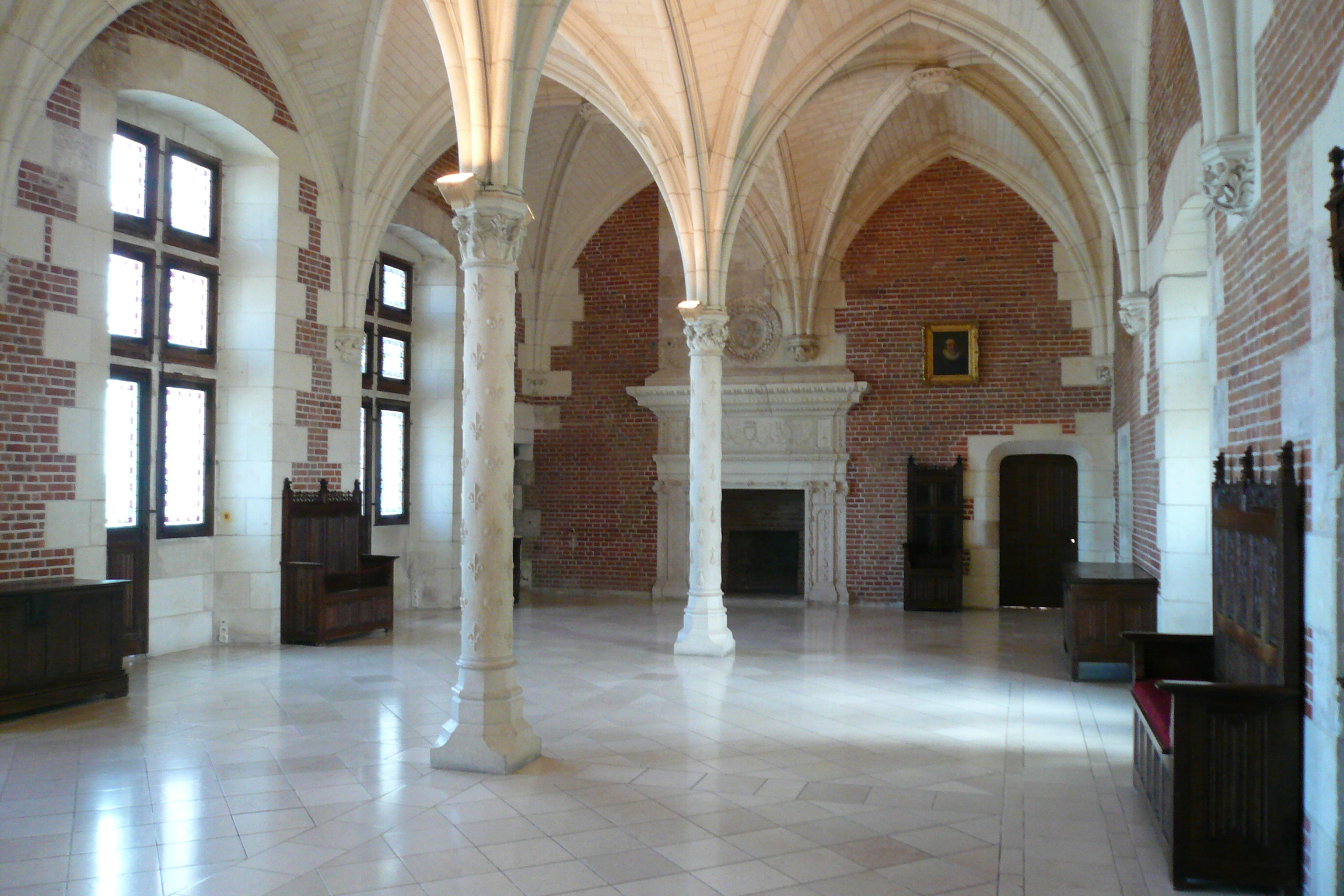
Vista della sala del Consiglio

È in questa grande stanza (la più grande del castello), che il re si riuniva con il suo consiglio, il vero centro del potere reale. L'ambiente ha due camini: uno, con una cappa trapezoidale, è ancora caratterizzato dallo stile gotico, mentre il secondo, all'altra estremità della stanza, ha già influssi rinascimentali. Il blasone di Anna di Bretagna, dei gigli ed un ermellino, decora molti elementi della stanza: la prima cappa del camino, i pilastri centrali, le vetrate sulla Loira. Anche l'emblema di Carlo VIII adorna la cappa del primo camino. Sul soffitto ci sono dei monogrammi di Carlo VIII e Anna di Bretagna, composti dall'intreccio delle lettere C e A.
Ai lati, addossati contro le pareti, ci sono i grandi scranni decorati con teli piegati, di stile gotico. Sulle pareti sono esposti i ritratti dei sovrani appartenenti alla famiglia dei Borboni: Enrico IV (dopo Franz Pourbus) e Luigi XIII (dopo Philippe de Champaigne).

#### Appartamenti rinascimentali
Sala del coppiero
Questo ambiente mostra evidenti cambiamenti dallo stile gotico a quello rinascimentale, in particolare in ciò che concerne la tavola. La camera è arredata secondo il gusto gotico per la presenza di un cassettone (chiamato anche credenza o buffet), una cassapanca, due sedie; gli elementi rinascimentali sono invece una sedia, un tavolo "all'italiana" allungabile, una grande cassa di noce intagliata e dorata. Le pareti sono decorate con arazzi di Aubusson del XVII secolo eseguiti su cartoni di Le Brun.

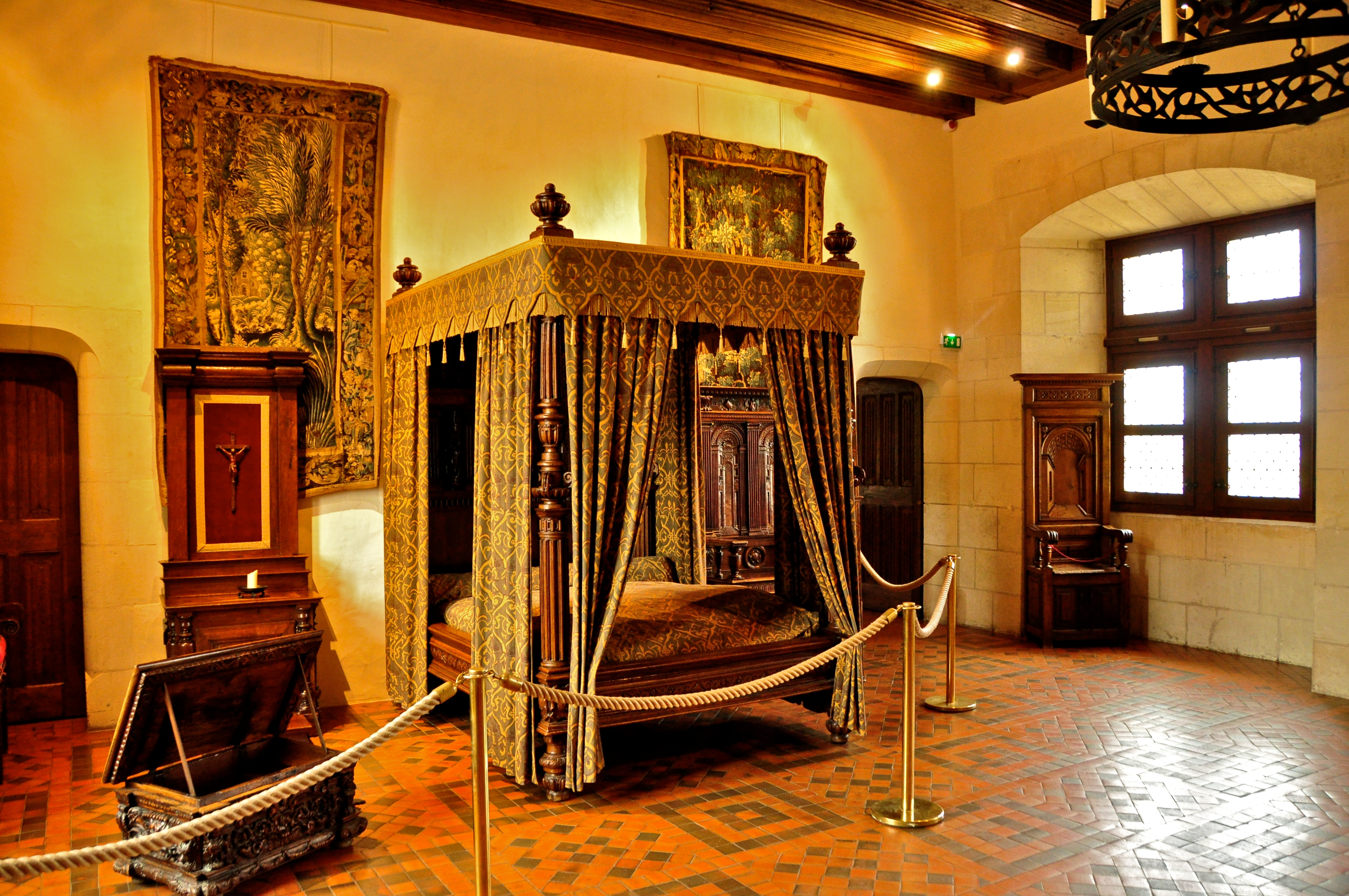
La camera di Enrico II

Le aperture delle finestre, decorate con bastoni da pellegrino, di borse piene di monete e di bisacce ricordano che Amboise era un luogo di sosta per i pellegrini in viaggio verso San Martino di Tours, dove arrivavano prima di continuare la loro strada per Santiago di Compostela.
Camera di Enrico II
La camera di Enrico II dispone di un letto in stile Enrico II di grandi dimensioni (2,18 m x 1,82 m). Ci sono anche una cassa con un doppio fondo, porte e arazzi di Bruxelles e Tournai risalenti alla fine del XVI secolo e al XVII secolo.
Anticamera della Cordelliera

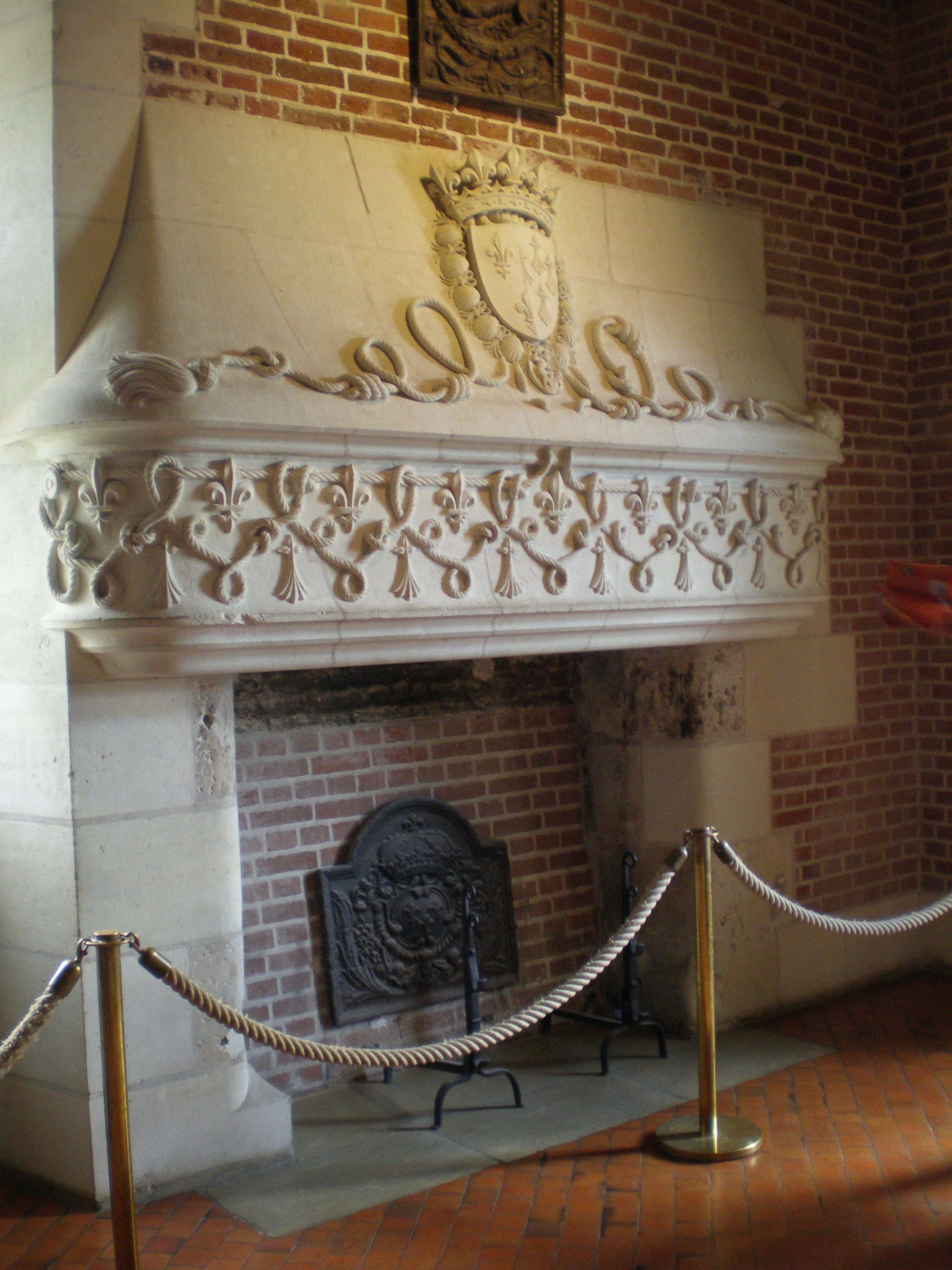
Il camino dell'anticamera della Cordelliera

Questa era l'antica anticamera degli appartamenti rinascimentali; ora l'ingresso a quelli è scomparso. La cappa del camino è decorata con corde attorcigliate, simbolo dell'ordine francescano, e con il collare dell'ordine di San Michele, il tutto disposto intorno allo stemma di Anna di Bretagna. Il pannello di legno sopra il camino è decorato con la salamandra, emblema di Francesco I.

#### Appartamenti di Luigi Filippo
Gabinetto di Luigi Filippo
In questa stanza è ricostruito un tipico gabinetto dell'età di Luigi Filippo. È possibile ammirare un ritratto della duchessa di Orleans, la madre di Luigi Filippo, e, su una credenza, un modello della nave Belle Poule, comandata dal principe di Joinville, figlio di Luigi Filippo, durante il ritorno in Francia delle ceneri di Napoleone I.
Camera di Luigi Filippo

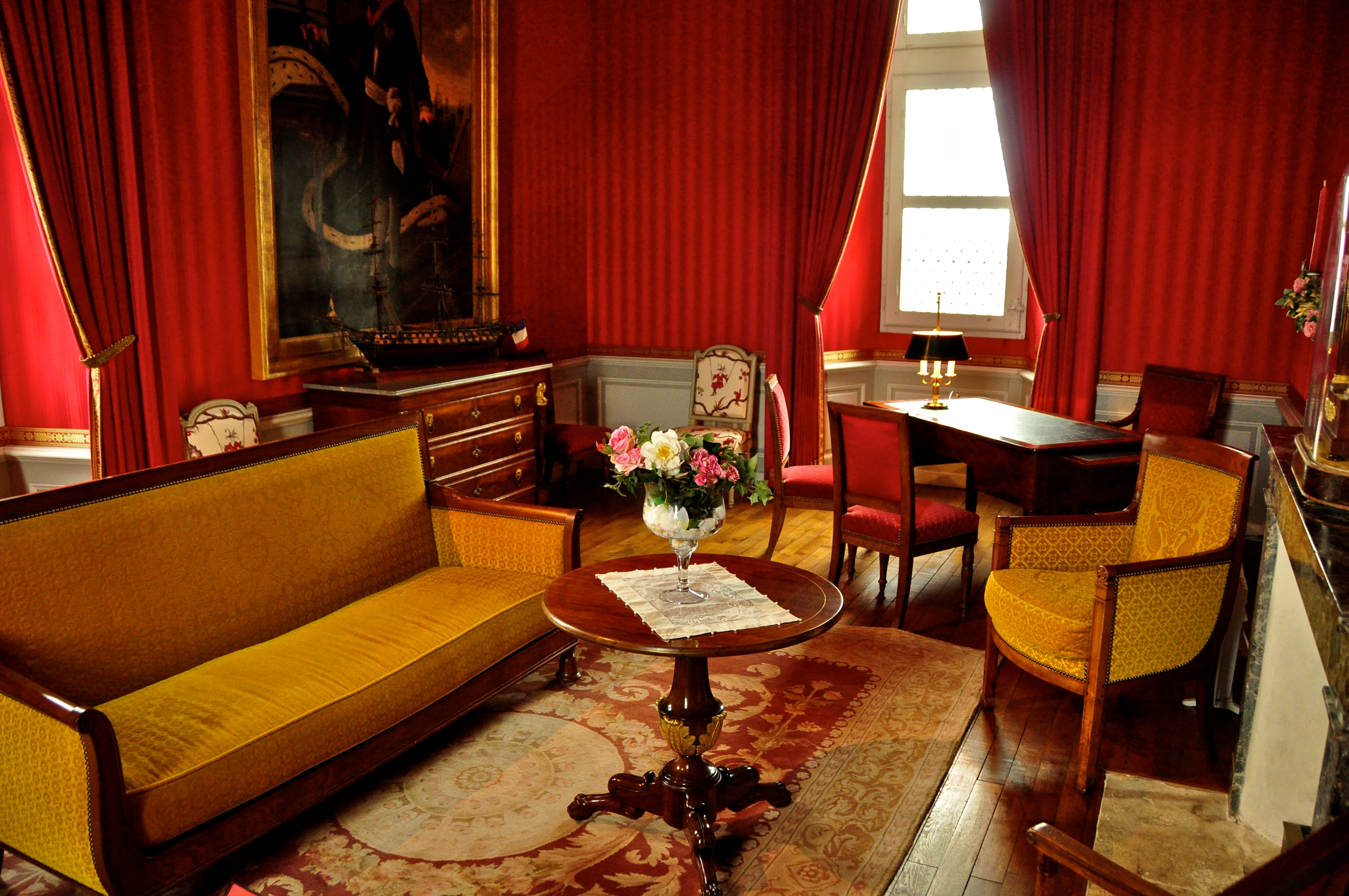
Il gabinetto di Luigi Filippo

Questa camera è arredata secondo lo stile "Primo Impero": ci sono un letto a barca, una scrivania, un tavolo con quattro colonne alla base, una cassa di legno di mogano. Sono presenti anche alcuni mobili in stile Luigi Filippo.
Sulle pareti c'è un ritratto di Madame Adelaide, dipinta da Court, e un ritratto del duca e della duchessa di Orleans, di Franz-Xaver Winterhalter.
Sala della musica
I mobili di questa vasta sala sono composti principalmente da un pianoforte Érard di palissandro impiallacciato di Rio del XIX secolo, una scrivania e una credenza in stile "Restaurazione" ed una sedia in mogano. Sulle pareti sono esposti un ritratto di Luigi Filippo, rappresentato con le insegne della monarchia e la Carta Costituzionale del 1830, un ritratto della regina Marie-Amélie, con due suoi figli, il duca di Aumale e il duca di Montpensier, e un ritratto di Louis-Philippe-Joseph, detto Philippe Egalité. Su un cavalletto si trova anche un ritratto di Abd El-Kader.

## Nella cultura di massa
L'hotel Chateau Marmont, a Los Angeles, è ispirato al castello di Amboise.
Il 17 giugno 1963 la posta francese ha emesso un francobollo del valore 30 centesimi di franco che rappresentava il castello.

## Galleria d'immagini

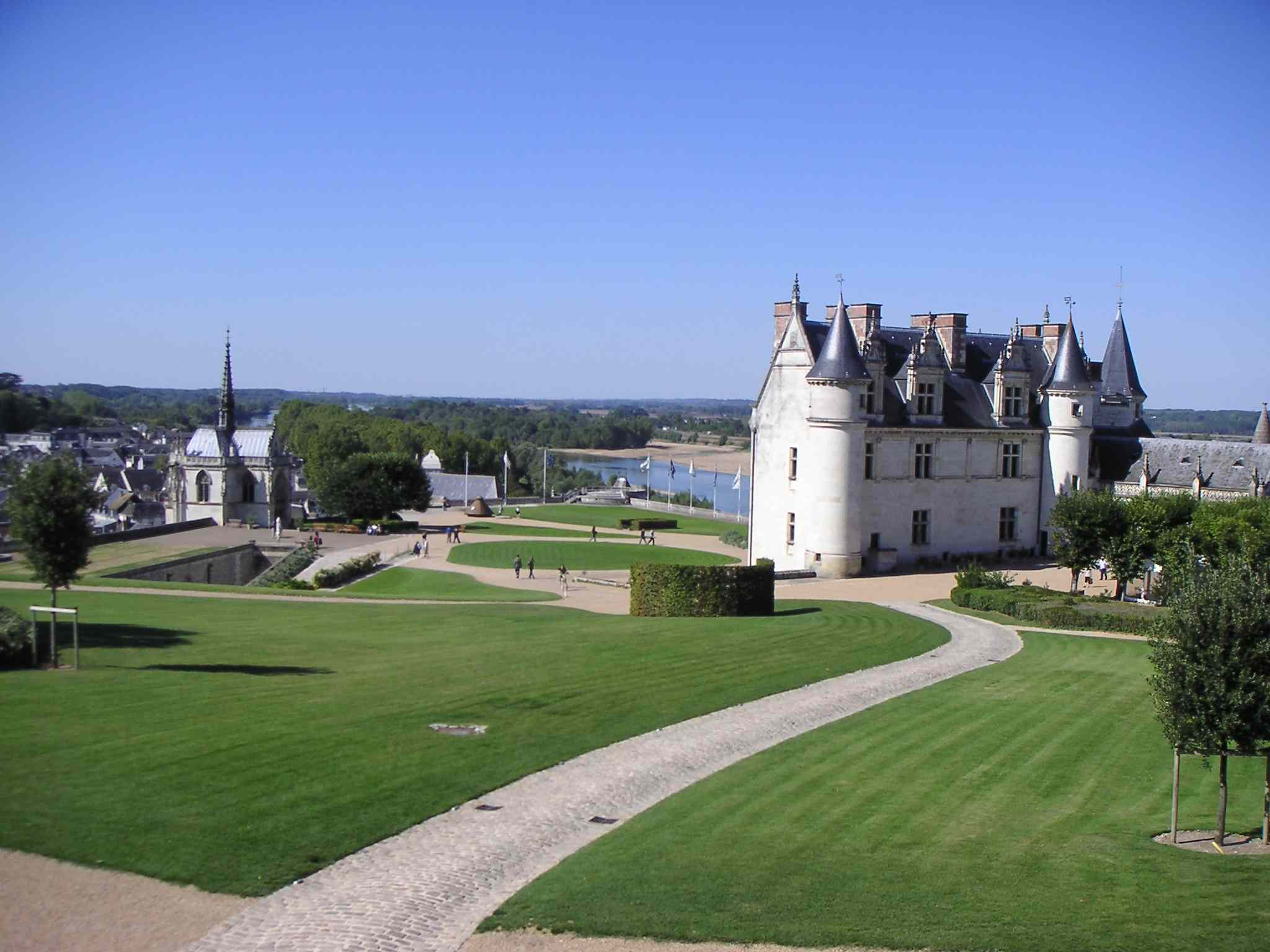
Vista d'insieme della terrazza con il parco, l'alloggio reale e la cappella Saint-Hubert
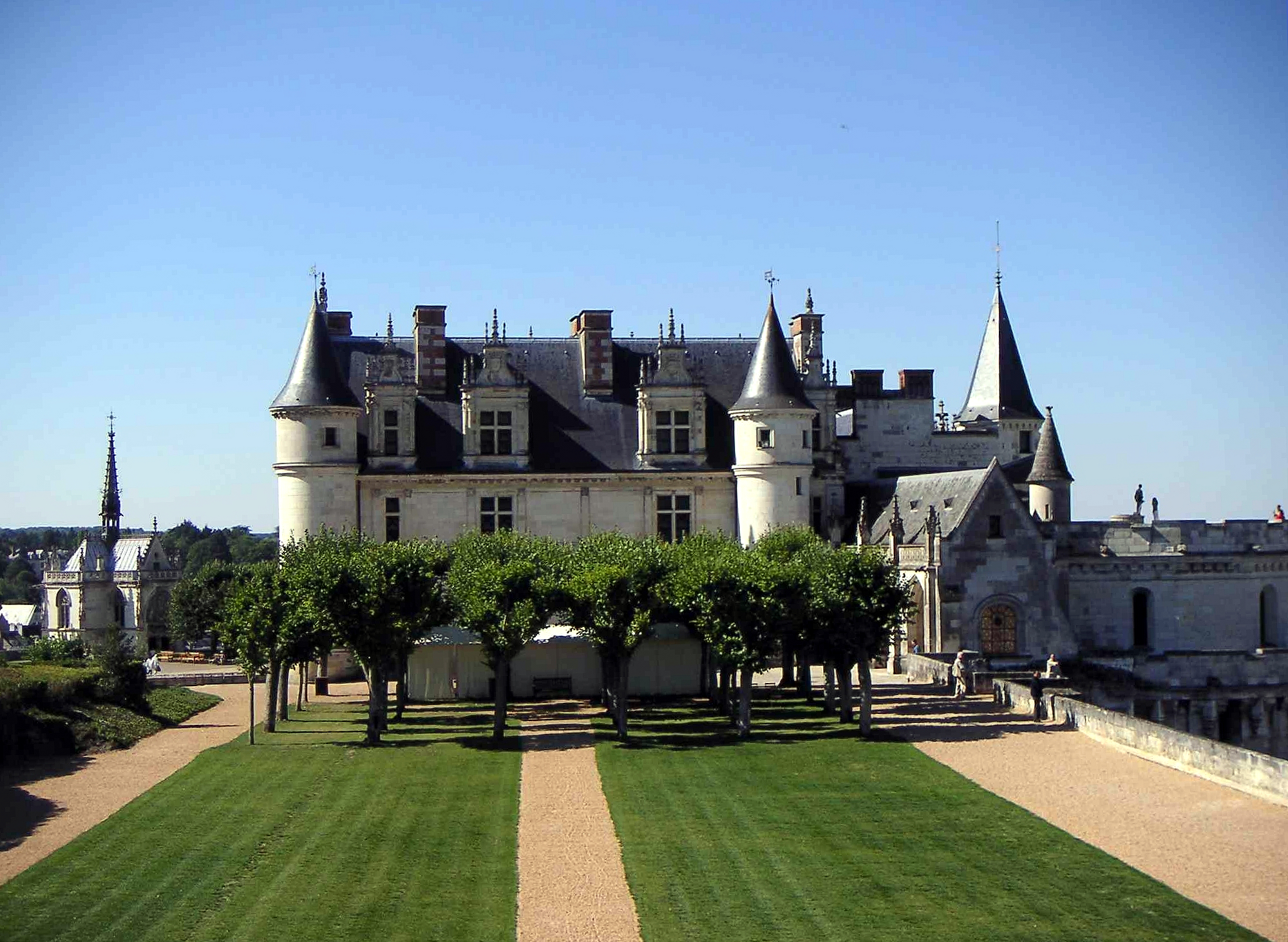
Facciata Est con il Jardin de Naples
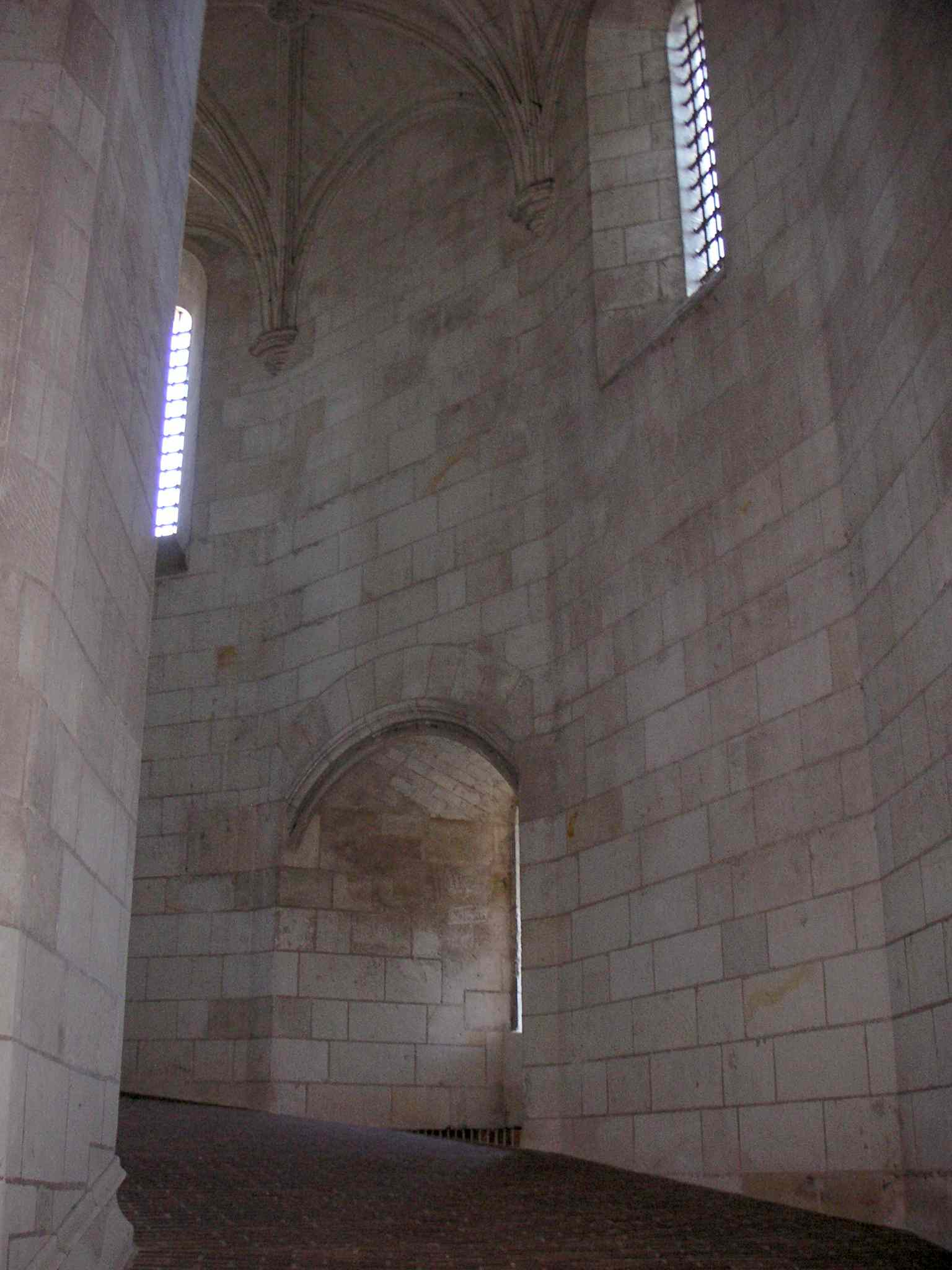
Interno a chiocciola della torre dei Minimi
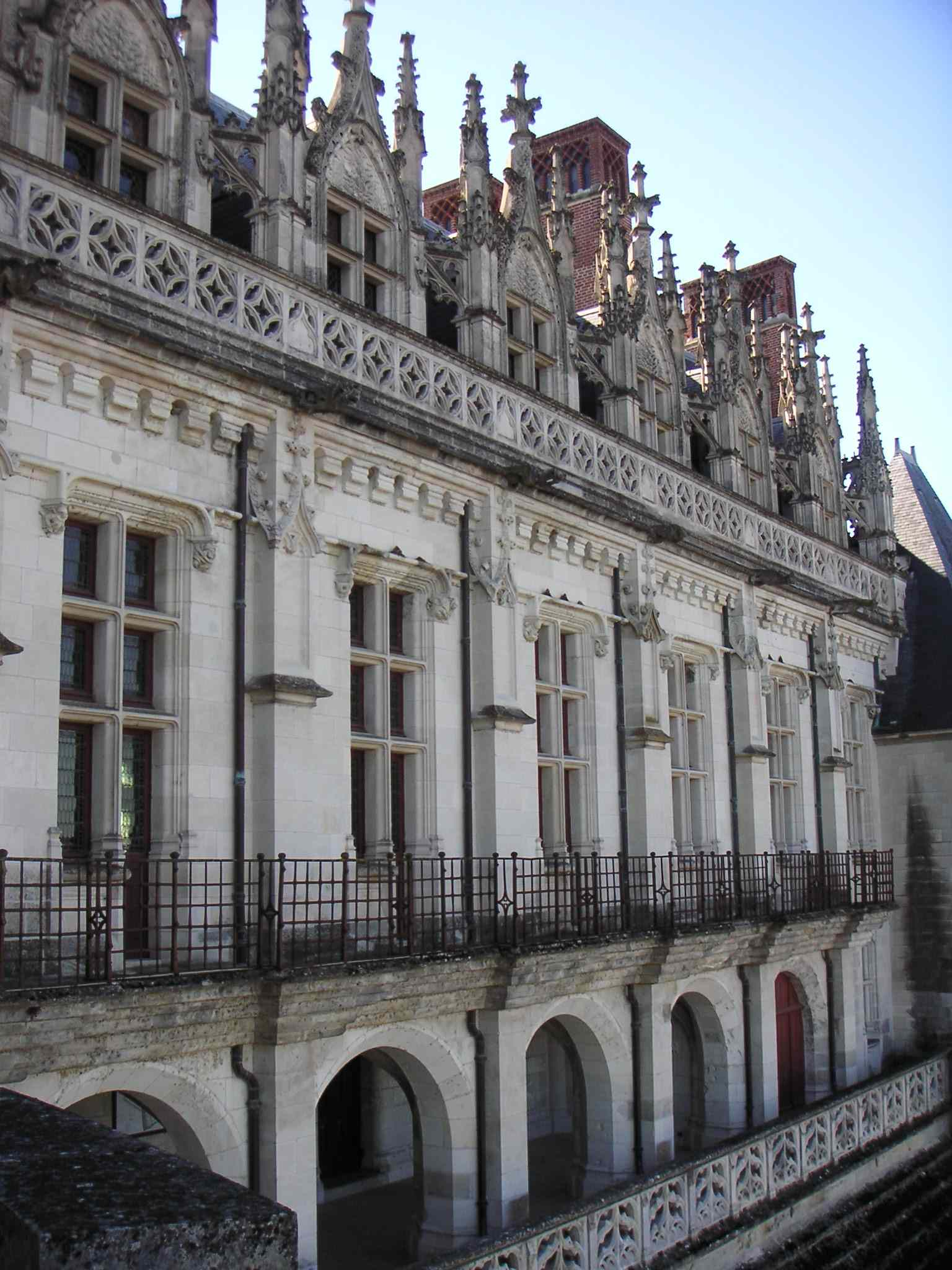
La facciata verso la Loira dell'ala "Carlo VIII"
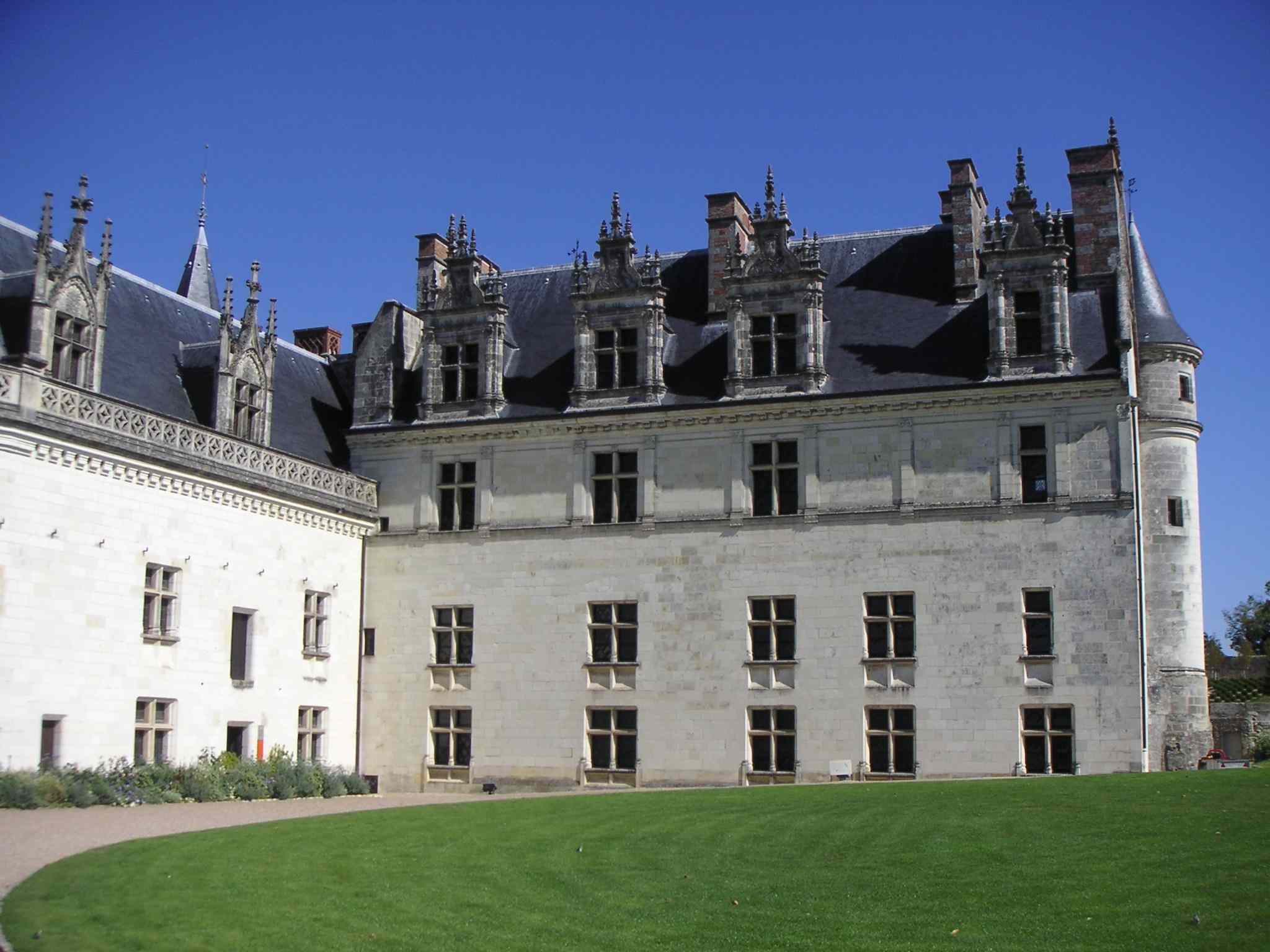
La facciata verso il cortile interno
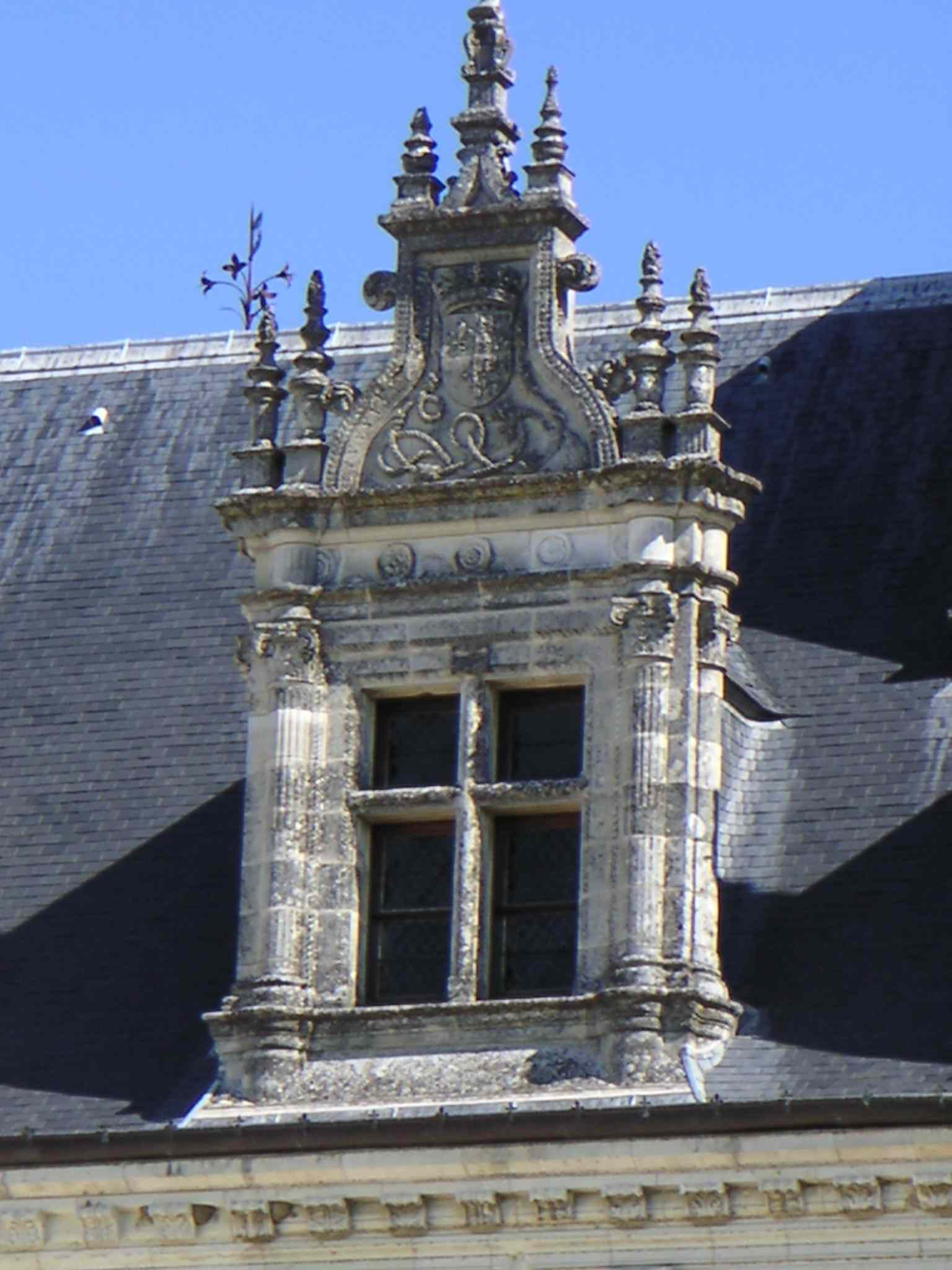
Lucernario in stile rinascimentale
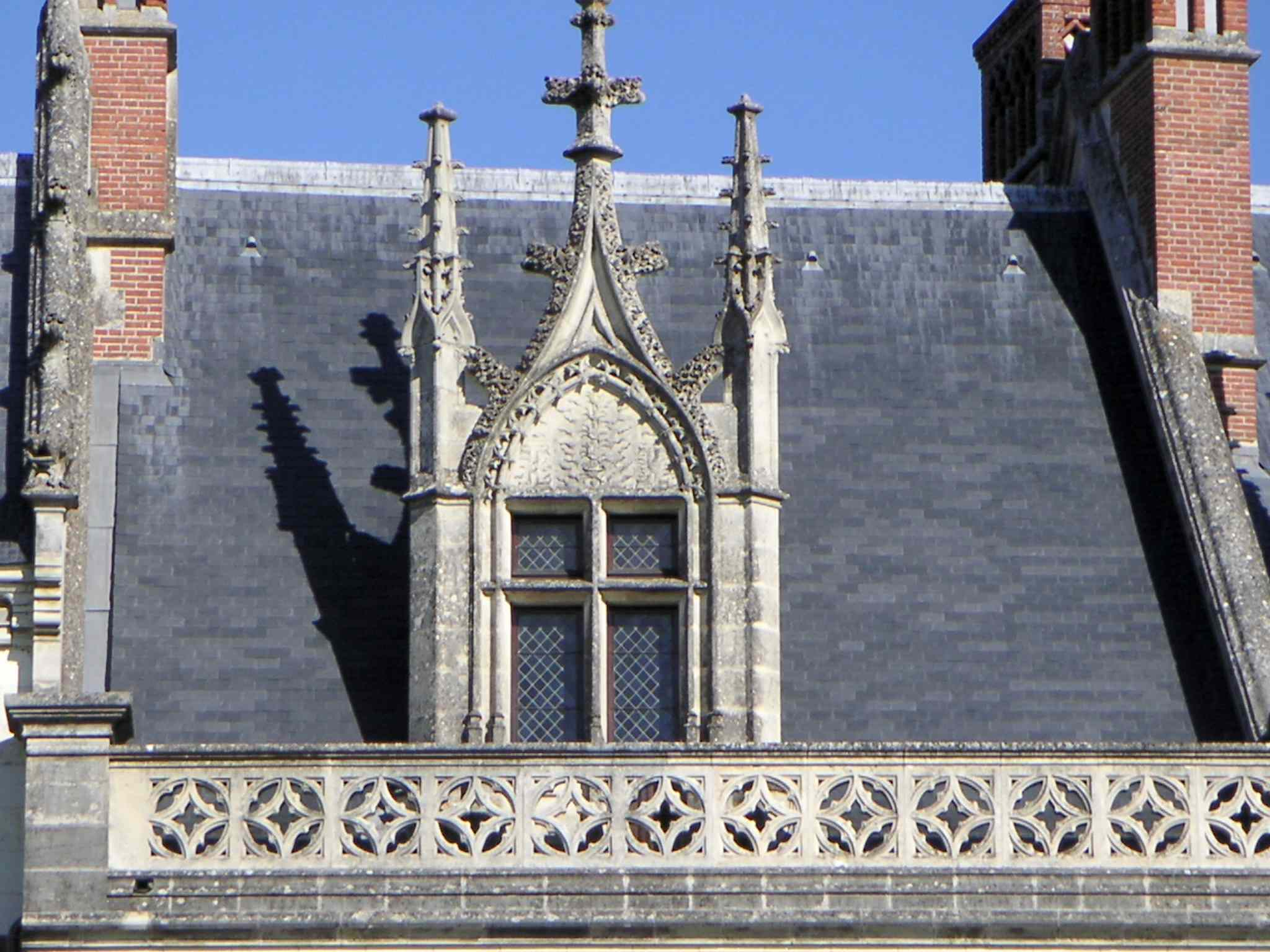
Lucernario in stile gotico
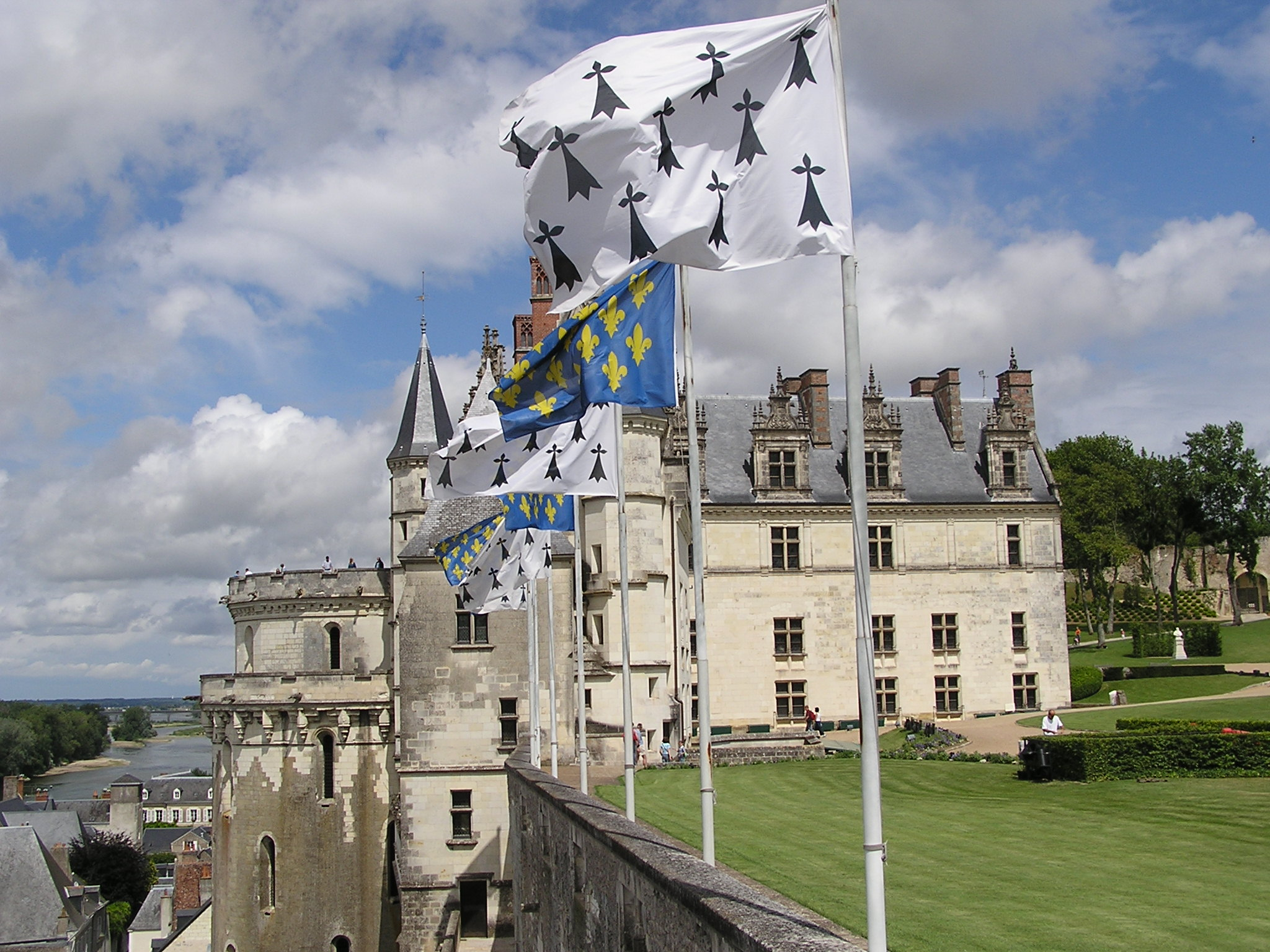
Vista della terrazza; la Loira scorre a sinistra
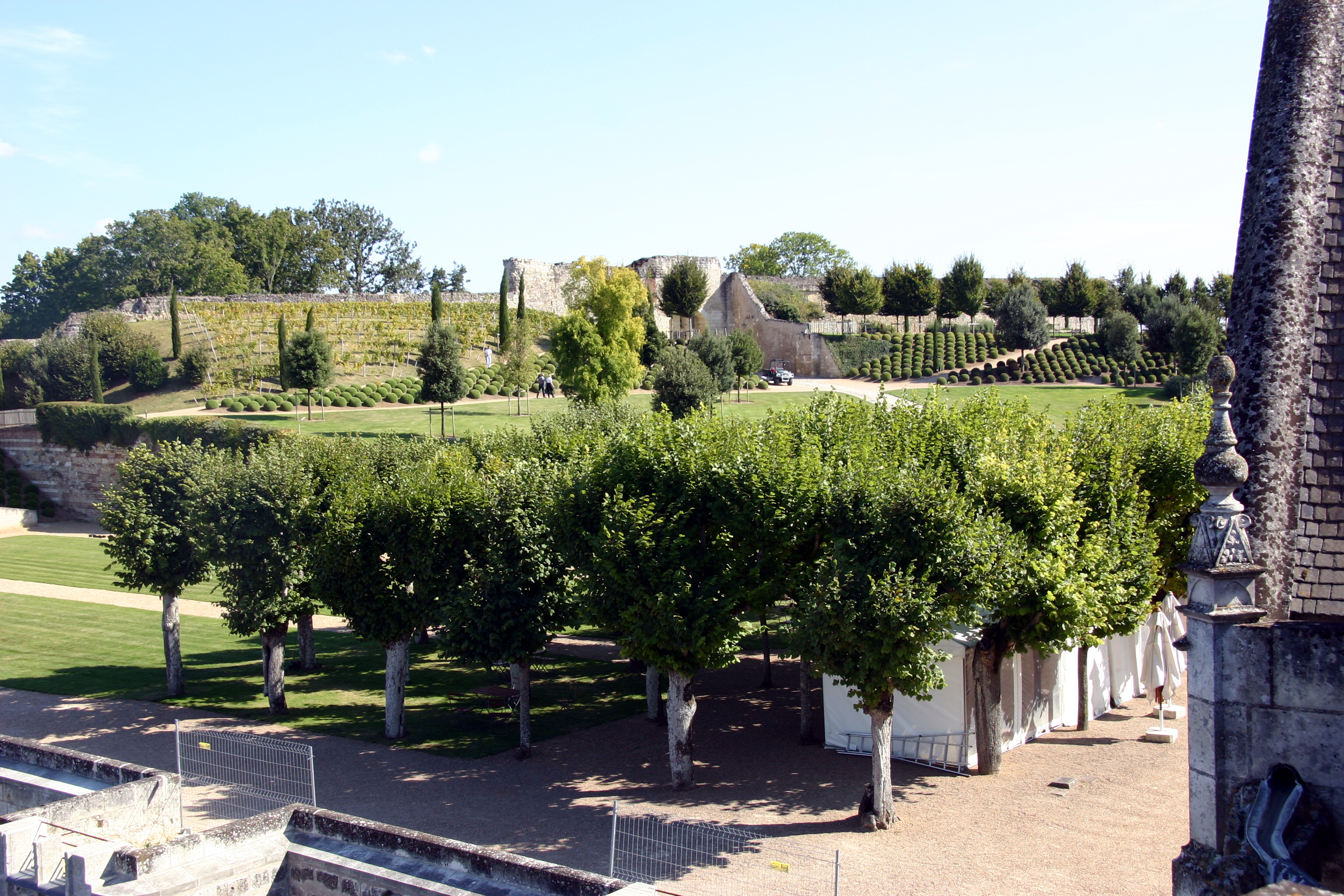
Giardini del castello
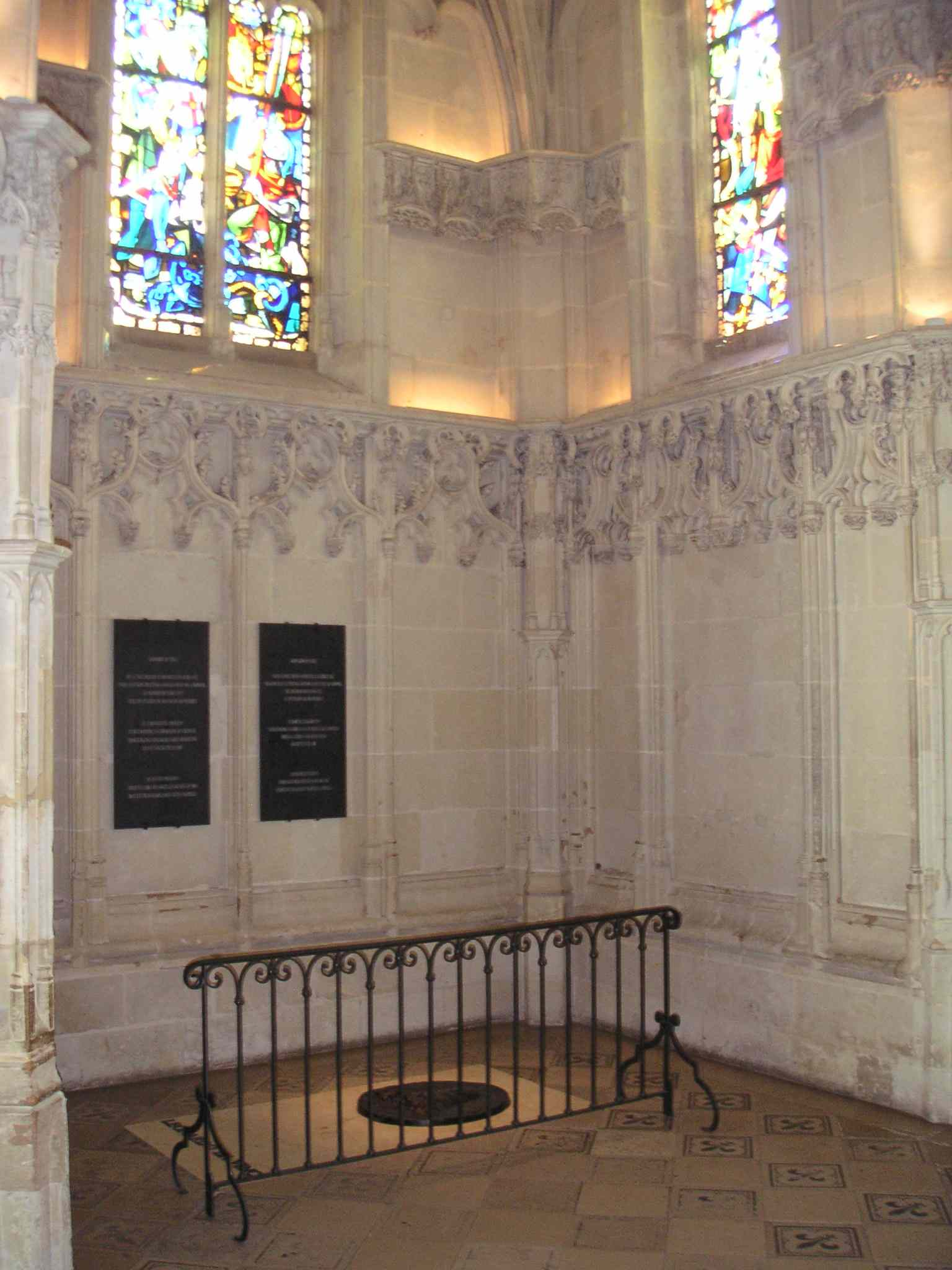
Tomba di Leonardo da Vinci